# CoCo (음악 그룹)
CoCo는 1989년에 후지테레비의 TV프로 「파라다이스 GoGo!!」 안의 아가씨학원으로부터 탄생한 여성 아이돌 그룹이다. 당초 멤버는 5명이었지만, 1992년 5월에 세노우 아즈사가 탈퇴해, 그 다음은 4명이서 활동을 계속해 1994년에 해산하였다.

## 내력
「아이돌의 시대」라고 일컬어진, 90년대 전반의 아이돌 음악계를 지탱한 대표적인 아이돌 그룹이며, 세일즈도 동시에 활동하고 있던 많은 다른 아이돌 그룹을 항상 웃돌고 있었다.싱글 14판중, 데뷔곡 「EQUAL 로맨스」로부터 「요코하마 Boy Style」까지, 11곡 연속 베스!! 3번째 싱글 「여름의 친구」로부터 「News인 미래」까지, 4곡 연속 베스트 3관왕을 이루었다.
아가씨학원 전체적으로의 레귤러 프로그램인 「파라다이스 GoGo!!」와 「주간 스태미너 천국」을 제외하면, 이렇다 할 만한 레귤러 프로그램을 가지지 않았던에도 불구하고, 레귤러 프로그램·출연 CM등을 가지는 동시기의 후발 그룹에, 세일즈면에 있어 항상 차이를 벌이고 있었다.

## 악곡
악곡은 정통적인 아이돌 팝스 중심이라고 생각되기 십상이지만, 실제로는 남녀의 연애를 구가한 이른바 러브송 편중이라고 하는 것은 아니다.싱글을 봐도, 환상적인 댄스 넘버 「Live Version」, 세계 정세를 모티프로 한 「News인 미래」, 그리고 코코의 테마송인 「꿈」과 「꿈만 보고 있다」가있다. 「꿈」에서도 아이돌이 노래하려면 조금 너무 무거운(그러나 모든 인간이 확실히 자각해야 할 ) 시점으로부터의 노래 「작은 한 걸음으로」 등, 70년대 무드 가요를 도입한 「사랑의 교차점」과 같은 이색작도 있어, 정통파 아이돌 팝스였다.
싱글에는 메인곡과 대조적인 곡이 받아들여지는 것이 많았다.전혀 연애를 취급하지 않은 「Live Version」의 커플링곡에는, 실연으로부터 회복하는 남녀를 그린 「신은 심술쟁이가 아니다」, 메시지송의 「News인 미래」에는 밝고 코믹컬한 「행복할지도」, 정열적인 러브송 「무적의 Only You」에는 조용한 「너가 준 보석」, 그리고 라스트 싱글 「You're my treasure~멀 약속」에는, 이별, 임종이라고 하는 요소를 전혀 포함하지 않는 정통파 러브송 「당신이니까 좋아해」라는 곡을 넣었다

## 멤버 탈퇴·해산
중심 멤버였던 세노 아즈사가 솔로 활동 전념을 이유로, 1992년 5월 17일의 일본 무도관 공연을 마지막으로 탈퇴.그 때, 신멤버 보충의 계획도 있어, 팬클럽의 회원에 대해 응모 편지가 송부 되거나 했지만, 결국 멤버 보충은 백지화되어, 1994년 9월 30일에 해산할 때까지, 4명으로의 활동을 계속했다.당시의 그룹의 대부분이 자연 소멸과 공중 분해라고 믿었던 팬에게 있어서 불만이 남는 형태로 해체되어 「정식 해산」이라고 하는 형태를 취해 끝난 얼마 안되는 그룹이기도 하다.1990년대 중반의 그룹에서 정식 해산한 것은, 코코와 Melody의 2조뿐이다.

## 에피소드
- 5명 시절이었던 코코는 TV프로그램에 나와서 부를 때의 의상이 많았지만, 반드시 정해진 색을 입는 것은 분명히 정해져 있지 않았던 것 같다.그 때문에, 멤버는 매회, 로테이션마다 다른 색을 입는다고 하는 케이스도 적지 않고, 연기했을 때의 SMAP등이 같은 멤버 각각의 이미지 칼라를 정착할 수 없었다.그렇지만, 하네다=녹색, 미야마에=빨강, 세노=파랑, 미우라=핑크, 오노=노랑이 되는 패턴이 되는 비율이 많아, 특히 「자그마한 유혹」을 불렀을 때에는 그 패턴으로 가고있었다.
- 코코가 활약하고 있던 당시는 「아이돌의 시대」이며, 한층 가요 프로그램의 격감으로 신곡을 텔레비전으로 부를 기회에도 풍족하지 않고, 가수 활동을 중심으로 하는 아이돌은, 싱글이나 앨범의 세일즈면에 부진한 상태였다.그런 중에도 신곡을 내면, 당시의 밀리언 히트곡과의 경쟁에서도 앨범을 내고있었다. 그러나, 역대의 여성 아이돌 그룹중에서 보면, 코코들의 존재는 전의 시대에 활약한 캔디즈나 오냥코클럽, 후의 시대에 활약하는 SPEED나 모닝구무스메등과 비교하면, 오늘에 있어서의 그룹 자체의 지명도, 싱글이나 앨범의 매상 기록은 크게 뒤떨어져 버리고 있다.
- 코코가 데뷔하기 전까지, 아이돌 그룹의 전형적인 예이기도 한 「노래해 춤추는 아이돌」에는 여성 5명의 그룹은 완전히라고 해도 좋을 수록 존재하지 않았다(1960년대 후반부터 1970년대 전반에 걸쳐 활약한 골든 하프는, 결성 당시 5명이었지만, (후에 4명이서 인기를 얻는다). 그러나, 코코의 등장에 의해서, 그때까지 없었던 5명의 여성 아이돌 그룹이라고 하는 획기적인 광경을 볼 수 있게 되었다.후에 세노가 탈퇴해 4명이 되지만, 그녀들이 1994년에 해산하고 나서 그 후도 현재에 이르기까지, 5명의 여성 아이돌 그룹은, 데뷔 당시의 모닝구무스메정도로 대부분 나와 있지 않다.

## 음악

### シングル
| No. | 타이틀                        | 발매일         | 순위 | 작자                                             | 비고 |
| 1   | EQUALロマンス                 | 1989年9月6日   | 7位  | 作詞: 及川眠子 作曲: 山口美央子 編曲: 中村哲     | テレビアニメ『らんま1/2』エンディングテーマ フジテレビキャンペーンCMソング 1991年に『らんま1/2』にてDoCo、 2003年にPrièreがカヴァー            |
| 1   | EQUALロマンス                 | 1989年9月6日   | 7位  | 作詞: 及川眠子 作曲: 山口美央子 編曲: 中村哲     | c/w 乙女のリハーサル |
| 2   | はんぶん不思議                | 1990年1月24日  | 4位  | 作詞: 及川眠子 作曲: 岩田雅之 編曲: 有賀啓雄     | 自己最大セールス作品 日本テレビ系『歌のトップテン』にもランクイン                                                                              |
| 2   | はんぶん不思議                | 1990年1月24日  | 4位  | 作詞: 及川眠子 作曲: 岩田雅之 編曲: 有賀啓雄     | c/w 天使のチャイム |
| 3   | 夏の友達                      | 1990年5月17日  | 3位  | 作詞: 和泉ゆかり 作曲: 山口美央子 編曲: 亀田誠治 | フジテレビ系『鶴太郎のギャグハラスメント』 エンディングテーマ                                                                                  |
| 3   | 夏の友達                      | 1990年5月17日  | 3位  | 作詞: 和泉ゆかり 作曲: 山口美央子 編曲: 亀田誠治 | c/w 思い出がいっぱい アニメ『らんま1/2 熱闘編』オープニングテーマ （H2Oの「想い出がいっぱい」とは無関係） デビュー曲同様1991年にDoCoがカヴァー |
| 4   | ささやかな誘惑                | 1990年9月5日   | 3位  | 作詞: 及川眠子 作曲: 都志見隆 編曲: 中村哲       | フジテレビ系『鶴太郎のギャグハラスメント』 エンディングテーマ                                                                                  |
| 4   | ささやかな誘惑                | 1990年9月5日   | 3位  | 作詞: 及川眠子 作曲: 都志見隆 編曲: 中村哲       | c/w メロディー |
| 5   | Live Version                  | 1991年1月1日   | 3位  | 作詞: 田口俊 作曲: 都志見隆 編曲: 中村哲         | ハウスミュージックを取り入れたダンスナンバー                                                                                                   |
| 5   | Live Version                  | 1991年1月1日   | 3位  | 作詞: 田口俊 作曲: 都志見隆 編曲: 中村哲         | c/w 神様はいじわるじゃない |
| 6   | Newsな未来                    | 1991年4月10日  | 3位  | 作詞: 及川眠子 作曲: 羽田一郎 編曲: 羽田一郎     | 世界情勢をモチーフにした楽曲 |
| 6   | Newsな未来                    | 1991年4月10日  | 3位  | 作詞: 及川眠子 作曲: 羽田一郎 編曲: 羽田一郎     | c/w 幸せかもね コンサートの定番 |
| 7   | 無敵のOnly You                | 1991年7月31日  | 4位  | 作詞: 及川眠子 作曲: 羽田一郎 編曲: 有賀啓雄     | 太陽石油CMソング |
| 7   | 無敵のOnly You                | 1991年7月31日  | 4位  | 作詞: 及川眠子 作曲: 羽田一郎 編曲: 有賀啓雄     | c/w キミがくれた宝石（ジュエル） 明星創刊40周年記念募集歌                                                                                      |
| 8   | 夢だけ見てる                  | 1991年12月4日  | 7位  | 作詞: 森本抄夜子 作曲: 朝倉紀幸 編曲: 十川知司   | 同名ビデオがコンサート会場限定で販売された |
| 8   | 夢だけ見てる                  | 1991年12月4日  | 7位  | 作詞: 森本抄夜子 作曲: 朝倉紀幸 編曲: 十川知司   | c/w お願いHOLD ME TIGHT |
| 9   | だから涙と呼ばないで          | 1992年4月17日  | 7位  | 作詞: 森本抄夜子 作曲: 羽田一郎 編曲: 亀田誠治   | 今作を最後に瀬能が脱退 5人のCoCoとして最後のシングル                                                                                           |
| 9   | だから涙と呼ばないで          | 1992年4月17日  | 7位  | 作詞: 森本抄夜子 作曲: 羽田一郎 編曲: 亀田誠治   | c/w 黄昏通信〜たそがれどきに想ってる〜 |
| 10  | 夏空のDreamer                 | 1992年8月5日   | 9位  | 作詞: 森本抄夜子 作曲: 朝倉紀幸 編曲: 亀田誠治   | 瀬能脱退後初のシングル |
| 10  | 夏空のDreamer                 | 1992年8月5日   | 9位  | 作詞: 森本抄夜子 作曲: 朝倉紀幸 編曲: 亀田誠治   | c/w やさしさの法則 |
| 11  | 横浜Boy Style                 | 1992年11月20日 | 10位 | 作詞: 及川眠子 作曲: 後藤次利 編曲: 後藤次利     | プロ野球横浜ベイスターズイメージソング |
| 11  | 横浜Boy Style                 | 1992年11月20日 | 10位 | 作詞: 及川眠子 作曲: 後藤次利 編曲: 後藤次利     | c/w WINNING 同球団の応援歌 現在でも応援歌として球場で歌われている                                                                              |
| 12  | ちいさな一歩で                | 1993年4月21日  | 20位 | 作詞: 森本抄夜子 作曲: 朝倉紀幸 編曲: 澤近泰輔   | 「夢だけ見てる」に次ぐ前向きなメッセージソング                                                                                                 |
| 12  | ちいさな一歩で                | 1993年4月21日  | 20位 | 作詞: 森本抄夜子 作曲: 朝倉紀幸 編曲: 澤近泰輔   | c/w みんな大丈夫 |
| 13  | 恋のジャンクション            | 1993年11月3日  | 37位 | 作詞: 及川眠子 作曲: 川上明彦 編曲: 亀田誠治     | 70年代ムード歌謡を取り入れた楽曲 |
| 13  | 恋のジャンクション            | 1993年11月3日  | 37位 | 作詞: 及川眠子 作曲: 川上明彦 編曲: 亀田誠治     | c/w Sweet Energy〜未来は味方〜 |
| 14  | You're my treasure 〜遠い約束 | 1994年7月6日   | 17位 | 作詞: 森本抄夜子 作曲: 羽田一郎 編曲: 亀田誠治   | ラストシングル |
| 14  | You're my treasure 〜遠い約束 | 1994年7月6日   | 17位 | 作詞: 森本抄夜子 作曲: 羽田一郎 編曲: 亀田誠治   | c/w 당신이니까 좋아해 |

### 앨범
- 오리지널 앨범은 "s" 로부터 시작되는 단어로 통일되고 있다.

| No.  | 타이틀                                              | 발매일         | 순위  | 작자 | 비고 |
| 1st  | Strawberry                                          | 1990年3月14日  | 2位   | 01. OUT of BLUE〜ふたりの伝説〜 02. EQUALロマンス 03. 雨のジェラシー 04. 乙女のリハーサル 05. 天使のチャイム 06. 春・ミルキーウェイ 07. Misty Heart (Instrumental) 08. はんぶん不思議 09. さよならから始まる物語 10. 夢は眠らない |      |
| 2nd  | Snow Garden                                         | 1990年11月7日  | 5位   | 01. 明日の恋 02. THE FIRST SNOW 03. 妖精たちのラプソディー 04. 君の歌、僕の歌 05. ささやかな誘惑 |      |
| 3rd  | STRAIGHT                                            | 1991年3月21日  | 9位   | 01. なぜ? 02. Live Version 03. 優しさに帰れない 04. 行ってしまったバス 05. Moonlight Express 06. 夢の永遠 07. サーカス・ゲーム 08. 気まぐれSWING 09. TWO HEARTS 10. WEDDING |      |
| Best | CoCo1番!                                            | 1991年7月10日  | 12位  | 01. 君の歌、僕の歌 02. Newsな未来 03. はんぶん不思議 04. メロディー 05. 夏の友達 06. 神様はいじわるじゃない 07. なぜ? 08. 思い出がいっぱい 09. ささやかな誘惑 10. Live Version 11. さよならから始まる物語 12. EQUALロマンス |      |
| Best | CoCo1番!                                            | 1991年7月10日  | 12位  | 「Newsな未来」までのシングル曲を全て収録のベスト盤 |      |
| 4th  | Share                                               | 1992年3月25日  | 13位  | 01. さよなら 02. お願いHOLD ME TIGHT 03. 行かないで夏休み（大野幹代 with CoCo） 04. 無言のファルセット（羽田惠理香 with CoCo） 05. 笑顔でNo-Side（宮前真樹 with CoCo） 06. あなたといた季節（三浦理恵子 with CoCo） 07. 何かが道をやってくる（瀬能あづさ with CoCo） 08. ひまわり 09. 夢だけ見てる (album version) 10. 同じ星の上で…                                           |      |
| 5th  | Sylph                                               | 1992年12月16日 | 29位  | 01. あさやけリバーサイド 02. 夏空のDreamer 03. 冬の微粒子（三浦理恵子 with CoCo） 04. シャボンのため息（宮前真樹 with CoCo） 05. Miss LONELY（大野幹代 with CoCo） 06. 雪の日は誰かのことを（羽田惠理香 with CoCo） 07. やさしさの法則 08. 横浜Boy Style 09. 君を行く |      |
| Best | CoCoパーソナルベスト                                | 1993年8月20日  | 22位  | 01. 涙のつぼみたち（三浦理恵子） 02. 日曜はダメよ（三浦理恵子） 03. 夢へのポジション（宮前真樹） 04. シャボンのため息(Solo Version)（宮前真樹） 05. 迷子にさせないで（羽田惠理香） 06. 夢からさめないで-ツレちゃんのゆううつ-（羽田惠理香） 07. 許して…（大野幹代） 08. 震える決心（大野幹代） 09. もう泣かないで（瀬能あづさ） 10. 君の翼〜だいじょうぶだから〜（瀬能あづさ） |      |
| Best | CoCoパーソナルベスト                                | 1993年8月20日  | 22位  | 各メンバーのソロシングル集 |      |
| 企画 | モダンどうよう SAMPLE BATTLERS TOKYO featuring CoCo | 1993年8月20日  | 46位  | 01. ふしぎなポケット 02. ピクニック 03. てるてるぼうず 04. かたつむり |      |
| 企画 | モダンどうよう SAMPLE BATTLERS TOKYO featuring CoCo | 1993年8月20日  | 46位  | フジテレビ『ウゴウゴルーガ』より |      |
| 6th  | Sweet & Bitter                                      | 1994年7月21日  | 28位  | 01. Live2 Version 02. 無敵のOnly You -HORROR VERSION- 03. その胸の扉 04. ちいさな一歩で 05. 千年の媚薬（三浦理恵子） 06. A Girl's Night（羽田惠理香） 07. 月に日に〜いつもあなたを想ってる（宮前真樹） 08. 心の所在（大野幹代） 09. みんな大丈夫 10. You're my treasure〜遠い約束 11. これから…                                                                                |      |
| 6th  | Sweet & Bitter                                      | 1994年7月21日  | 28位  | ラスト・オリジナルアルバム |      |
| Best | Singles                                             | 1994年8月3日   | 29位  | 01. EQUALロマンス 02. はんぶん不思議 03. 夏の友達 04. ささやかな誘惑 05. Live Version 06. Newsな未来 07. 無敵のOnly You 08. 夢だけ見てる 09. だから涙と呼ばないで 10. 夏空のDreamer 11. 横浜Boy Style 12. ちいさな一歩で 13. 恋のジャンクション 14. You're my treasure〜遠い約束                                                                                               |      |
| Best | Singles                                             | 1994年8月3日   | 29位  | 全シングルを収録したベスト盤 |      |
| Best | MYこれ!クション CoCo BEST                           | 2001年11月21日 | -     | 01. EQUALロマンス 02. はんぶん不思議 03. 夏の友達 04. 思い出がいっぱい 05. ささやかな誘惑 06. Live Version 07. Newsな未来 08. 無敵のOnly You 09. 夢だけ見てる 10. だから涙と呼ばないで 11. 夏空のDreamer 12. 横浜Boy Style 13. ちいさな一歩で 14. 恋のジャンクション 15. You're my treasure〜遠い約束 16. 妖精たちのラプソディー                                               |      |
| Best | MYこれ!クション CoCo BEST                           | 2001年11月21日 | -     | リマスタリング音源のベスト盤 |      |
| 企画 | STRAIGHT+シングルコレクション                       | 2008年7月16日  | -     | 01. なぜ? 02. Live Version 03. 優しさに帰れない 04. 行ってしまったバス 05. Moonlight Express 06. 夢の永遠 07. サーカス・ゲーム 08. 気まぐれSWING 09. TWO HEARTS 10. WEDDING 11. EQUALロマンス 12. はんぶん不思議 13. 夏の友達 14. Newsな未来 15. 無敵のOnly You 16. 夢だけ見てる 17. ちいさな一歩で 18. You're my treasure〜遠い約束                                           |      |
| 企画 | STRAIGHT+シングルコレクション                       | 2008年7月16日  | -     | 3rdアルバムにシングル8曲をプラスした復刻企画盤 |      |
| Best | CoCo☆うたの大百科その1                              | 2008年9月3日   | 293位 | CoCoの全楽曲（53曲）を、五十音順で収録した3枚組 デジタル・リマスター盤（DSD Mastering&SNS） |      |
| Best | CoCo☆うたの大百科その1                              | 2008年9月3日   | 293位 | 72ページ豪華ブックレット封入 |      |
| Best | CoCo☆うたの大百科その2                              | 2008年9月3日   | 300位 | アルバム収録のソロ楽曲とバージョン違いを17曲収録 全シングルのコンサート映像とPV3曲を収録したDVD付き デジタル・リマスター盤（DSD Mastering&SNS） |      |
| Best | CoCo☆うたの大百科その2                              | 2008年9月3日   | 300位 | 48ページ豪華ブックレット封入 オールカラー32ページ・ジャケットギャラリーブック付き |      |

## 출연 프로그램

### 텔레비전
- 파라다이스 GoGo!!(후지텔레비) 1989년 4월~1990년 3월
- 주간 스태미너 천국(후지텔레비) 1990년 4월~
- 아이돌 온 스테이지(NHK)
- 아가씨학원 전과(후지텔레비) 1990년 7월~1991년 3월
- THE HOP(후지텔레비) 1991년 4월~1992년 3월
- 돌연 버라이어티 속보!!COUNT DOWN100(TBS) 1992년 10월~12월

### 라디오
- 코코의 드림 팔레트(분카 방송)
- 코코5 캐럿의 로맨스(분카 방송)
- 코코 스테이 위드 드림(분카 방송)
- 사이토 카즈미의 것과 커틀릿 와이드(분카 방송)
- 코코연은 큰소란(닛폰방송)
- 핑크 이상한나라 코코 제일(닛폰방송)
- 코코의 올나잇 일본(닛폰방송)
- Radio THIS(마이니치방송)

## 콘서트 투어
※이벤트등은 제외
| タ イ ト ル                    | 期 間                  | 公演数                              | 備 考                                                      |
| ------------------------------ | ---------------------- | ----------------------------------- | ---------------------------------------------------------- |
| CoCoファーストコンサート       | 1990年1月26日          | 시부야 공회당 1公演                 | ribbonがゲスト出演                                         |
| CoCoファーストコンサート       | 1990年3月27日 -4月7日  | 나카노 산프라자 他関東6ヶ所7公演    | 追加公演 시부야 공회당の公演とは別構成                     |
| CoCo夏'90                      | 1990年7月28日 -8月25日 | 나카노 산프라자 他全国14ヶ所16公演  |                                                            |
| CoCoコンサート'91 春はCoCoから | 1991年1月10日 -1月20日 | 나카노 산프라자 他全国4ヶ所5公演    |                                                            |
| CoCoコンサート'91 春はCoCoから | 1991年3月23日 -5月5日  | 나카노 산프라자 他全国15ヶ所16公演  | 追加公演                                                   |
| CoCo夏'91                      | 1991年7月22日 -8月23日 | 도쿄 베이 NK홀 他全国15ヶ所15公演   | NK홀公演サブタイトル「TOKYO BAY N.K. SPECIAL」             |
| CoCoコンサート'92 春はCoCoから | 1992年1月5日 -1月19日  | 도쿄 베이 NK홀 他全国4ヶ所5公演     |                                                            |
| CoCoコンサート'92 春はCoCoから | 1992年3月20日 -5月17日 | 일본무도관 他全国22ヶ所22公演       | 追加公演 ツアー最終公演「무도관SPECIAL」をもって瀬能が卒業 |
| CoCo夏'92                      | 1992年7月22日 -8月31日 | 나카노 산프라자 他全国10ヶ所10公演  | 全日程の前日昼公演が三浦、夜公演が瀬能のソロコンサート     |
| CoCoコンサート'93 春はCoCoから | 1993年1月7日 -1月24日  | 府中の森芸術劇場 他全国5ヶ所6公演   |                                                            |
| CoCoコンサート'93 春はCoCoから | 1993年3月23日 -5月8日  | 東京厚生年金会館 他全国14ヶ所15公演 | 追加公演                                                   |
| CoCo夏'93                      | 1993年7月24日 -8月27日 | 東京厚生年金会館 他全国7ヶ所8公演   | 東京公演に瀬能がゲスト出演                                 |
| CoCoコンサート'94 春はCoCoから | 1994年1月6日 -1月23日  | 나카노 산프라자 他全国6ヶ所6公演    |                                                            |
| CoCo夏'94 CoCo was CoCo made   | 1994年7月25日 -8月21日 | 도쿄 베이 NK홀 他全国13ヶ所17公演   | ファイナルコンサート、最終日に瀬能がゲスト出演             |